# 바르셀로나 더비
바르셀로나 더비(카탈루냐어: Derbi barceloní, IPA: [ˈdɛrβi βərsəɫuˈni], 스페인어: Derbi barcelonés, IPA: [ˈderβi βarθeloˈnes])는 바르셀로나를 연고로 둔 FC 바르셀로나와 RCD 에스파뇰 두 팀끼리의 경기를 이르는 말이며, 카탈루냐어 발음 그대로 데르비 바르셀루니로 불리기도 한다.

## 배경
RCD 에스파뇰은 스페인 왕실의 지원을 받은 클럽중의 하나였으며, 스페인 축구팬들에 의해서 세워졌다. 이것은 FC 바르셀로나 주요 선수들이 다국적이라는 것과는 달랐다. 따라서 클럽의 창립 메시지는 FC 바르셀로나에 반대하는 것이 되었고,
그들은 FC 바르셀로나를 못마땅한 외국인들의 팀으로 보았다. 그 후, 경쟁은 더욱 심화되어서 카탈루냐인들은 RCD 에스파뇰을 도발적인 마드리드의 대표로 보게 되었다.RCD 에스파뇰의 원래 홈 구장은 바르셀로나 사리아의 부유한 지역에 있었다.
전통적으로, 특히 프랑코 정권 기간 동안, 에스파뇰은 바르셀로나의 혁신적인 정신에 대조되는 모습을 뚜렷히 보여주었다. 이는 중앙 기관에 의해 하나의 스페인이라는 메시지가 스페인 사람들과 클럽 바르셀로나의 시민 대다수에게 보이며 갈등이 심화되었다.

## 경기장
| 바르셀로나         | 바르셀로나 · 에스파뇰바르셀로나 더비(스페인) | 에스파뇰                    |
| ------------------ | -------------------------------------------- | --------------------------- |
| 캄 노우            | 바르셀로나 · 에스파뇰바르셀로나 더비(스페인) | 에스타디 코르네야-엘 프라트 |
| 수용인원: 98,772명 | 바르셀로나 · 에스파뇰바르셀로나 더비(스페인) | 수용인원: 40,500명          |
|                    | 바르셀로나 · 에스파뇰바르셀로나 더비(스페인) |                             |

## 바르셀로나 더비 경기
|         | FC 바르셀로나                                 | FC 바르셀로나                                 | RCD 에스파뇰                                  | RCD 에스파뇰                                  |
| 시즌    | 홈                                            | 원정                                          | 홈                                            | 원정                                          |
| ------- | --------------------------------------------- | --------------------------------------------- | --------------------------------------------- | --------------------------------------------- |
| 1928–29 | FC 바르셀로나 1                               | RCD 에스파뇰 0                                | RCD 에스파뇰 1                                | FC 바르셀로나 1                               |
| 1929–30 | FC 바르셀로나 5                               | RCD 에스파뇰 4                                | RCD 에스파뇰 4                                | FC 바르셀로나 0                               |
| 1930–31 | FC 바르셀로나 6                               | RCD 에스파뇰 2                                | RCD 에스파뇰 4                                | FC 바르셀로나 4                               |
| 1931–32 | FC 바르셀로나 2                               | RCD 에스파뇰 2                                | RCD 에스파뇰 0                                | FC 바르셀로나 3                               |
| 1932–33 | FC 바르셀로나 1                               | RCD 에스파뇰 1                                | RCD 에스파뇰 2                                | FC 바르셀로나 1                               |
| 1933–34 | FC 바르셀로나 5                               | RCD 에스파뇰 0                                | RCD 에스파뇰 3                                | FC 바르셀로나 2                               |
| 1934–35 | FC 바르셀로나 2                               | RCD 에스파뇰 2                                | RCD 에스파뇰 4                                | FC 바르셀로나 1                               |
| 1935–36 | FC 바르셀로나 2                               | RCD 에스파뇰 0                                | RCD 에스파뇰 1                                | FC 바르셀로나 0                               |
| 1936–37 | 스페인 내전                                   | 스페인 내전                                   | 스페인 내전                                   | 스페인 내전                                   |
| 1937–38 | 스페인 내전                                   | 스페인 내전                                   | 스페인 내전                                   | 스페인 내전                                   |
| 1938–39 | 스페인 내전                                   | 스페인 내전                                   | 스페인 내전                                   | 스페인 내전                                   |
| 1939–40 | FC 바르셀로나 0                               | RCD 에스파뇰 1                                | RCD 에스파뇰 1                                | FC 바르셀로나 1                               |
| 1940–41 | FC 바르셀로나 2                               | RCD 에스파뇰 3                                | RCD 에스파뇰 3                                | FC 바르셀로나 1                               |
| 1941–42 | FC 바르셀로나 1                               | RCD 에스파뇰 2                                | RCD 에스파뇰 5                                | FC 바르셀로나 2                               |
| 1942–43 | FC 바르셀로나 2                               | RCD 에스파뇰 0                                | RCD 에스파뇰 1                                | FC 바르셀로나 3                               |
| 1943–44 | FC 바르셀로나 1                               | RCD 에스파뇰 3                                | RCD 에스파뇰 1                                | FC 바르셀로나 3                               |
| 1944–45 | FC 바르셀로나 1                               | RCD 에스파뇰 0                                | RCD 에스파뇰 1                                | FC 바르셀로나 1                               |
| 1945–46 | FC 바르셀로나 1                               | RCD 에스파뇰 0                                | RCD 에스파뇰 0                                | FC 바르셀로나 2                               |
| 1946–47 | FC 바르셀로나 5                               | RCD 에스파뇰 0                                | RCD 에스파뇰 0                                | FC 바르셀로나 1                               |
| 1947–48 | FC 바르셀로나 5                               | RCD 에스파뇰 1                                | RCD 에스파뇰 2                                | FC 바르셀로나 1                               |
| 1948–49 | FC 바르셀로나 2                               | RCD 에스파뇰 1                                | RCD 에스파뇰 1                                | FC 바르셀로나 1                               |
| 1949–50 | FC 바르셀로나 1                               | RCD 에스파뇰 2                                | RCD 에스파뇰 2                                | FC 바르셀로나 2                               |
| 1950–51 | FC 바르셀로나 4                               | RCD 에스파뇰 1                                | RCD 에스파뇰 6                                | FC 바르셀로나 0                               |
| 1951–52 | FC 바르셀로나 2                               | RCD 에스파뇰 0                                | RCD 에스파뇰 1                                | FC 바르셀로나 0                               |
| 1952–53 | FC 바르셀로나 2                               | RCD 에스파뇰 1                                | RCD 에스파뇰 0                                | FC 바르셀로나 2                               |
| 1953–54 | FC 바르셀로나 1                               | RCD 에스파뇰 4                                | RCD 에스파뇰 0                                | FC 바르셀로나 1                               |
| 1954–55 | FC 바르셀로나 1                               | RCD 에스파뇰 0                                | RCD 에스파뇰 2                                | FC 바르셀로나 4                               |
| 1955–56 | FC 바르셀로나 1                               | RCD 에스파뇰 0                                | RCD 에스파뇰 0                                | FC 바르셀로나 3                               |
| 1956–57 | FC 바르셀로나 1                               | RCD 에스파뇰 1                                | RCD 에스파뇰 2                                | FC 바르셀로나 0                               |
| 1957–58 | FC 바르셀로나 3                               | RCD 에스파뇰 1                                | RCD 에스파뇰 2                                | FC 바르셀로나 1                               |
| 1958–59 | FC 바르셀로나 5                               | RCD 에스파뇰 3                                | RCD 에스파뇰 0                                | FC 바르셀로나 3                               |
| 1959–60 | FC 바르셀로나 1                               | RCD 에스파뇰 0                                | RCD 에스파뇰 0                                | FC 바르셀로나 1                               |
| 1960–61 | FC 바르셀로나 4                               | RCD 에스파뇰 1                                | RCD 에스파뇰 1                                | FC 바르셀로나 2                               |
| 1961–62 | FC 바르셀로나 2                               | RCD 에스파뇰 0                                | RCD 에스파뇰 1                                | FC 바르셀로나 1                               |
| 1962–63 | RCD 에스파뇰이 스페인세군다 디비시온으로 강등 | RCD 에스파뇰이 스페인세군다 디비시온으로 강등 | RCD 에스파뇰이 스페인세군다 디비시온으로 강등 | RCD 에스파뇰이 스페인세군다 디비시온으로 강등 |
| 1963–64 | FC 바르셀로나 5                               | RCD 에스파뇰 0                                | RCD 에스파뇰 2                                | FC 바르셀로나 2                               |
| 1964–65 | FC 바르셀로나 1                               | RCD 에스파뇰 0                                | RCD 에스파뇰 0                                | FC 바르셀로나 0                               |
| 1965–66 | FC 바르셀로나 4                               | RCD 에스파뇰 2                                | RCD 에스파뇰 1                                | FC 바르셀로나 1                               |
| 1966–67 | FC 바르셀로나 3                               | RCD 에스파뇰 1                                | RCD 에스파뇰 2                                | FC 바르셀로나 0                               |
| 1967–68 | FC 바르셀로나 1                               | RCD 에스파뇰 0                                | RCD 에스파뇰 1                                | FC 바르셀로나 0                               |
| 1968–69 | FC 바르셀로나 1                               | RCD 에스파뇰 0                                | RCD 에스파뇰 0                                | FC 바르셀로나 0                               |
| 1969–70 | RCD 에스파뇰이 스페인세군다 디비시온으로 강등 | RCD 에스파뇰이 스페인세군다 디비시온으로 강등 | RCD 에스파뇰이 스페인세군다 디비시온으로 강등 | RCD 에스파뇰이 스페인세군다 디비시온으로 강등 |
| 1970–71 | FC 바르셀로나 3                               | RCD 에스파뇰 0                                | RCD 에스파뇰 0                                | FC 바르셀로나 1                               |
| 1971–72 | FC 바르셀로나 2                               | RCD 에스파뇰 0                                | RCD 에스파뇰 3                                | FC 바르셀로나 0                               |
| 1972–73 | FC 바르셀로나 0                               | RCD 에스파뇰 1                                | RCD 에스파뇰 1                                | FC 바르셀로나 1                               |
| 1973–74 | FC 바르셀로나 3                               | RCD 에스파뇰 0                                | RCD 에스파뇰 0                                | FC 바르셀로나 0                               |
| 1974–75 | FC 바르셀로나 4                               | RCD 에스파뇰 1                                | RCD 에스파뇰 5                                | FC 바르셀로나 2                               |
| 1975–76 | FC 바르셀로나 5                               | RCD 에스파뇰 0                                | RCD 에스파뇰 3                                | FC 바르셀로나 0                               |
| 1976–77 | FC 바르셀로나 4                               | RCD 에스파뇰 2                                | RCD 에스파뇰 2                                | FC 바르셀로나 3                               |
| 1977–78 | FC 바르셀로나 1                               | RCD 에스파뇰 1                                | RCD 에스파뇰 1                                | FC 바르셀로나 1                               |
| 1978–79 | FC 바르셀로나 2                               | RCD 에스파뇰 1                                | RCD 에스파뇰 0                                | FC 바르셀로나 2                               |
| 1979–80 | FC 바르셀로나 3                               | RCD 에스파뇰 1                                | RCD 에스파뇰 2                                | FC 바르셀로나 0                               |
| 1980–81 | FC 바르셀로나 3                               | RCD 에스파뇰 1                                | RCD 에스파뇰 1                                | FC 바르셀로나 0                               |
| 1981–82 | FC 바르셀로나 1                               | RCD 에스파뇰 3                                | RCD 에스파뇰 0                                | FC 바르셀로나 4                               |
| 1982–83 | FC 바르셀로나 1                               | RCD 에스파뇰 0                                | RCD 에스파뇰 0                                | FC 바르셀로나 3                               |
| 1983–84 | FC 바르셀로나 5                               | RCD 에스파뇰 2                                | RCD 에스파뇰 1                                | FC 바르셀로나 0                               |
| 1984–85 | FC 바르셀로나 1                               | RCD 에스파뇰 0                                | RCD 에스파뇰 0                                | FC 바르셀로나 0                               |
| 1985–86 | FC 바르셀로나 0                               | RCD 에스파뇰 0                                | RCD 에스파뇰 5                                | FC 바르셀로나 3                               |
| 1986–87 | FC 바르셀로나 1                               | RCD 에스파뇰 0                                | RCD 에스파뇰 1                                | FC 바르셀로나 1                               |
| 1986–87 | FC 바르셀로나 2                               | RCD 에스파뇰 1                                | RCD 에스파뇰 0                                | FC 바르셀로나 0                               |
| 1987–88 | FC 바르셀로나 3                               | RCD 에스파뇰 2                                | RCD 에스파뇰 2                                | FC 바르셀로나 0                               |
| 1988–89 | FC 바르셀로나 2                               | RCD 에스파뇰 0                                | RCD 에스파뇰 2                                | FC 바르셀로나 2                               |
| 1989–90 | RCD 에스파뇰이 스페인세군다 디비시온으로 강등 | RCD 에스파뇰이 스페인세군다 디비시온으로 강등 | RCD 에스파뇰이 스페인세군다 디비시온으로 강등 | RCD 에스파뇰이 스페인세군다 디비시온으로 강등 |
| 1990–91 | FC 바르셀로나 5                               | RCD 에스파뇰 2                                | RCD 에스파뇰 0                                | FC 바르셀로나 1                               |
| 1991–92 | FC 바르셀로나 4                               | RCD 에스파뇰 3                                | RCD 에스파뇰 0                                | FC 바르셀로나 4                               |
| 1992–93 | FC 바르셀로나 5                               | RCD 에스파뇰 0                                | RCD 에스파뇰 0                                | FC 바르셀로나 1                               |
| 1993–94 | RCD 에스파뇰이 스페인세군다 디비시온으로 강등 | RCD 에스파뇰이 스페인세군다 디비시온으로 강등 | RCD 에스파뇰이 스페인세군다 디비시온으로 강등 | RCD 에스파뇰이 스페인세군다 디비시온으로 강등 |
| 1994–95 | FC 바르셀로나 3                               | RCD 에스파뇰 0                                | RCD 에스파뇰 0                                | FC 바르셀로나 0                               |
| 1995–96 | FC 바르셀로나 2                               | RCD 에스파뇰 1                                | RCD 에스파뇰 1                                | FC 바르셀로나 1                               |
| 1996–97 | FC 바르셀로나 2                               | RCD 에스파뇰 1                                | RCD 에스파뇰 2                                | FC 바르셀로나 0                               |
| 1997–98 | FC 바르셀로나 3                               | RCD 에스파뇰 1                                | RCD 에스파뇰 1                                | FC 바르셀로나 1                               |
| 1998–99 | FC 바르셀로나 3                               | RCD 에스파뇰 0                                | RCD 에스파뇰 1                                | FC 바르셀로나 2                               |
| 1999–00 | FC 바르셀로나 3                               | RCD 에스파뇰 0                                | RCD 에스파뇰 1                                | FC 바르셀로나 1                               |
| 2000–01 | FC 바르셀로나 4                               | RCD 에스파뇰 2                                | RCD 에스파뇰 0                                | FC 바르셀로나 0                               |
| 2001–02 | FC 바르셀로나 2                               | RCD 에스파뇰 0                                | RCD 에스파뇰 2                                | FC 바르셀로나 0                               |
| 2002–03 | FC 바르셀로나 2                               | RCD 에스파뇰 0                                | RCD 에스파뇰 0                                | FC 바르셀로나 2                               |
| 2003–04 | FC 바르셀로나 4                               | RCD 에스파뇰 1                                | RCD 에스파뇰 1                                | FC 바르셀로나 3                               |
| 2004–05 | FC 바르셀로나 0                               | RCD 에스파뇰 0                                | RCD 에스파뇰 0                                | FC 바르셀로나 1                               |
| 2005–06 | FC 바르셀로나 2                               | RCD 에스파뇰 0                                | RCD 에스파뇰 1                                | FC 바르셀로나 2                               |
| 2006–07 | FC 바르셀로나 2                               | RCD 에스파뇰 2                                | RCD 에스파뇰 3                                | FC 바르셀로나 1                               |
| 2007–08 | FC 바르셀로나 0                               | RCD 에스파뇰 0                                | RCD 에스파뇰 1                                | FC 바르셀로나 1                               |
| 2008–09 | FC 바르셀로나 1                               | RCD 에스파뇰 2                                | RCD 에스파뇰 1                                | FC 바르셀로나 2                               |
| 2009–10 | FC 바르셀로나 1                               | RCD 에스파뇰 0                                | RCD 에스파뇰 0                                | FC 바르셀로나 0                               |
| 2010–11 | FC 바르셀로나 2                               | RCD 에스파뇰 0                                | RCD 에스파뇰 1                                | FC 바르셀로나 5                               |
| 2011–12 | FC 바르셀로나 4                               | RCD 에스파뇰 0                                | RCD 에스파뇰 1                                | FC 바르셀로나 1                               |
| 2012–13 | FC 바르셀로나 4                               | RCD 에스파뇰 0                                | RCD 에스파뇰 0                                | FC 바르셀로나 2                               |
| 2013–14 | FC 바르셀로나 1                               | RCD 에스파뇰 0                                | RCD 에스파뇰 0                                | FC 바르셀로나 1                               |
| 2014–15 | FC 바르셀로나 5                               | RCD 에스파뇰 1                                | RCD 에스파뇰                                  | FC 바르셀로나                                 |

## 역대 전적
FC 바르셀로나가 92승 35무 34패로 우세하며, RCD 에스파뇰은 34승 35무 92패이다.
| 팀            | 경기수 | 승리 | 승리율(%) | 무승부 | 무승부율(%) | 패배 | 패배율(%) | 득점 |
| ------------- | ------ | ---- | --------- | ------ | ----------- | ---- | --------- | ---- |
| FC 바르셀로나 | 161    | 92   | 57.14%    | 35     | 21.74%      | 34   | 21.12%    | 301  |
| RCD 에스파뇰  | 161    | 34   | 21.12%    | 35     | 21.74%      | 92   | 57.14%    | 174  |

## 양 팀에 소속된 적이 있는 선수들
- 리카르도 사모라
- 치보르 졸탄
- 피치 알론소
- 에르네스토 발베르데
- 미쿠엘 솔레르
- 시망 사브로자

## 같이 보기
- 엘 클라시코
- 마드리드 더비